# Thamnomys kempi
Thamnomys kempi is een knaagdier uit het geslacht Thamnomys dat voorkomt in de Kivu- en Virunga-gebergten in het oosten van de Democratische Republiek Congo, Zuidwest-Oeganda, West-Rwanda en Oost-Burundi, op 1670 tot 3900 m hoogte. Deze soort wordt soms beschouwd als een ondersoort van T. venustus, maar is wat groter en komt op verschillende plaatsen sympatrisch voor met die soort.